# Església local

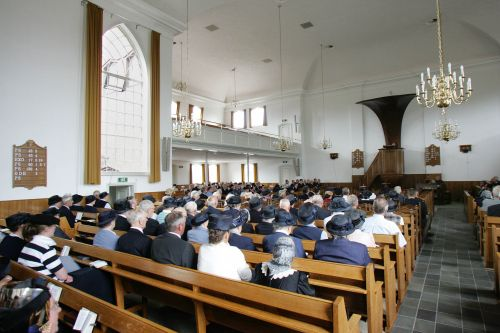
Feligresos en una església reformada restaurada holandesa, a Doornspijk

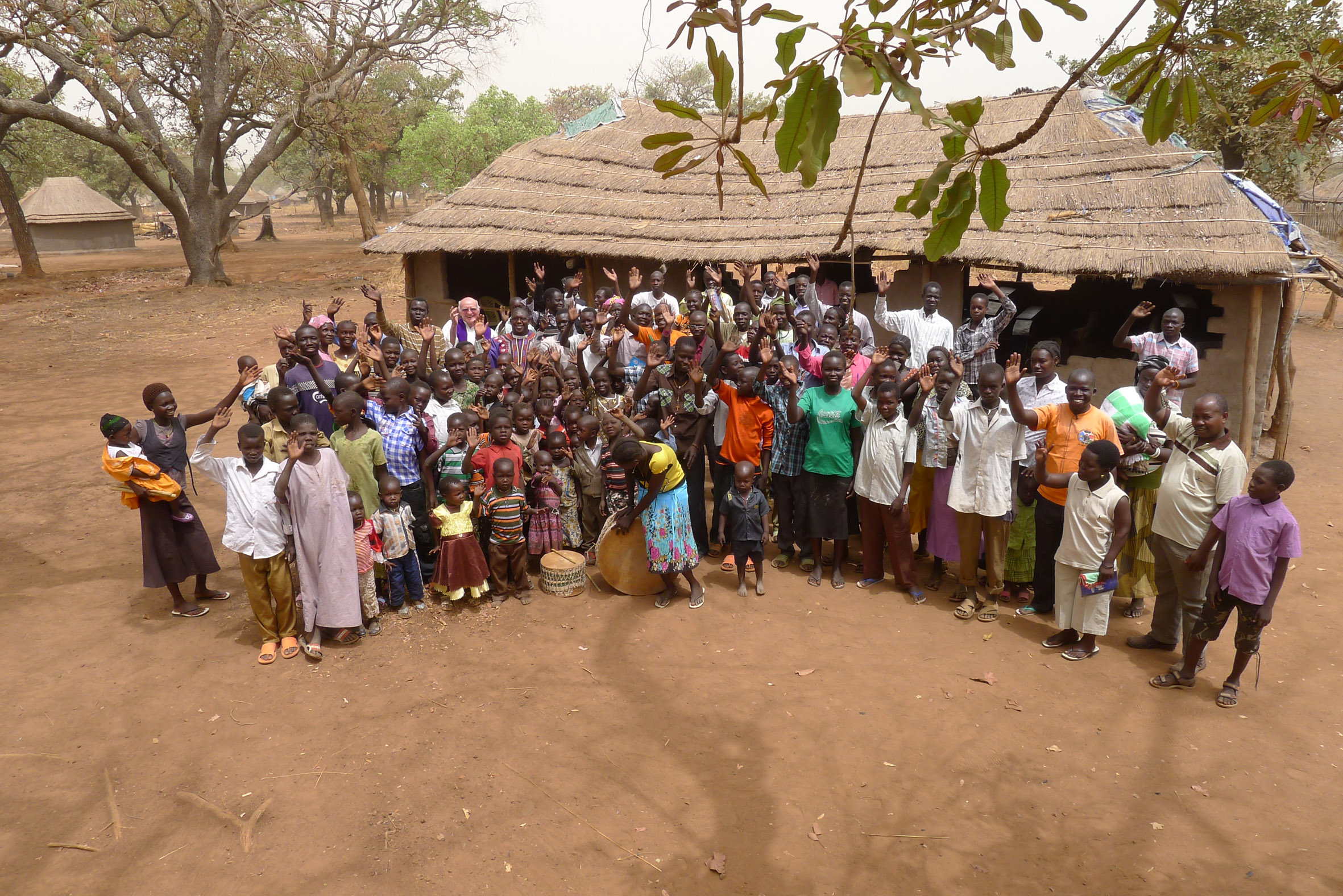
Una església local al Sudan del Sud

Una església local és una organització o congregació religiosa que es reuneix en un lloc concret, sovint per al culte, habitualment dependents de branques del cristianisme. És una concreció del terme Església en un lloc determinat i amb una comunitat concreta.
Les esglésies locals sovint es relacionen, s'afilien o es consideren parts constitutives d'una branca del cristianisme, que també s'anomenen esglésies en moltes tradicions. Depenent de la tradició, aquestes organitzacions poden connectar les esglésies locals amb tradicions eclesiàstiques més grans, ordenar i destituir el clergat, definir els termes de pertinença i exercir la disciplina eclesiàstica, i tenir organitzacions per al ministeri cooperatiu com ara institucions educatives i societats missioneres. Les esglésies no confessionals no formen part de denominacions, però poden considerar-se part de moviments eclesiàstics més amplis sense expressió institucional.
La paraula església s'utilitza en el sentit d'un grup diferent en una ciutat determinada en la meitat de les 200 aparicions del terme en el Nou Testament. John Locke va definir una església com "una societat voluntària d'homes, que s'uneixen per iniciativa pròpia per tal de rendir culte públic a Déu de la manera que consideren acceptable per a ell".